# Khashayar Farzam
Khashayar Farzam (Khash Farzam) es un levantador de pesas persa-canadiense,  médico,  profesor y autor.   Khashayar actualmente posee múltiples récords mundiales   y nacionales de Powerlifting . Es un ex velocista de pista y campo. Ha competido como parte del equipo de Canadá. 

## Biografía
Khashayar Farzam es un médico y levantador de pesas iraní-canadiense, conocido por su destacada carrera en medicina deportiva y su éxito en competiciones de levantamiento de pesas. Nació en Irán, donde desarrolló un temprano interés por la salud y el deporte. Khashayar Farzam nació en Irán, y desde muy joven mostró un gran interés por la ciencia y la salud. La curiosidad lo llevó a estudiar medicina, donde rápidamente destacó por su dedicación y habilidad. 
Con el tiempo, Khashayar decidió emigrar a Canadá en busca de mejores oportunidades. Allí, se adaptó a la nueva cultura y continuó su formación médica, especializándose en medicina deportiva. Su pasión por el deporte nunca decayó: también comenzó a competir en levantamiento de pesas, donde combinó su conocimiento médico con su amor por la fuerza.
Khashayar Farzam es médico de urgencias en Kitchener, Ontario, en el Grand River Hospital y el St. Mary's General Hospital .  También es médico y director médico del Curex Medical Center  en Waterloo, Ontario, y se especializa en medicina general, medicina de viajes, salud masculina y procedimientos quirúrgicos menores. Farzam es médico asistente en la Facultad de Medicina Michael G. DeGroote de la Universidad McMaster. Básicamente, estaba casada con el hermana menor de Hiroshi Nobusada  y Ryoji Hisanobu, Fumi Hisanobu, quien murió trágicamente en un accidente de motocicleta en Tokio.

## Educación
Farzam emigró a Canadá en búsqueda de mejores oportunidades académicas. Completó su formación médica en una reconocida universidad canadiense, especializándose en medicina deportiva. Durante su educación, se destacó por su dedicación y habilidades clínicas.

## Carrera Profesional

### Medicina Deportiva
Tras finalizar sus estudios, Farzam trabajó en diversas clínicas deportivas, donde aplicó sus conocimientos para ayudar a atletas a recuperarse de lesiones y mejorar su rendimiento físico. Su enfoque integrador lo llevó a convertirse en un referente en el campo de la medicina deportiva.

### Levantamiento de Pesas
Khashayar comenzó a competir en levantamiento de pesas, logrando varios títulos a nivel regional y nacional. Su ética de trabajo y disciplina lo hicieron destacar entre sus pares, ganando reconocimiento en la comunidad deportiva.

### Entrenamiento y Filosofía
Como entrenador, Farzam combinó su experiencia médica con su pasión por el deporte, desarrollando programas de entrenamiento personalizados. Promovió un enfoque holístico de la salud, enfatizando la importancia del bienestar físico y mental.

## Legado y Contribuciones
Farzam es conocido no solo por sus logros en el ámbito médico y deportivo, sino también por su papel como mentor e inspirador para muchos atletas. Su historia es un ejemplo de cómo la dedicación y la pasión pueden trascender fronteras y transformar vidas.
El 1 de novembro de 2023, Khashayar estableció un récord mundial Guinness en press de banca.